# Marco Luciano
Marco José Luciano (San Francisco de Macorís, República Dominicana, 10 de septiembre de 2001), más conocido como Marco Luciano, es un jugador profesional dominicano de béisbol que se desempeña en la posición de campocorto en San Francisco Giants, equipo de las Grandes Ligas de Béisbol (MLB).

## Carrera
En 2023, Luciano hizo su debut en la MLB con el equipo San Francisco Giants, donde lleva jugando dos temporadas.